# Eulomalus despectus
Eulomalus despectus är en skalbaggsart som först beskrevs av Sylvain Auguste de Marseul 1864.  Eulomalus despectus ingår i släktet Eulomalus och familjen stumpbaggar. Inga underarter finns listade i Catalogue of Life.